# Monarca de Maupiti
El monarca de Maupiti (Pomarea maupitiensis) és un ocell extint de la família dels monàrquids (Monarchidae).

## Hàbitat i distribució
Habitava els boscos de l'illa de Maupiti, a les illes de la Societat.

## Taxonomia
Antany considerat una subespècie de Pomarea nigra, amb la denominació Pomarea nigra pomarea. Actualment es considera una espècie de ple dret seguint Cibois et al. (2004).,